# Fehérjedomén

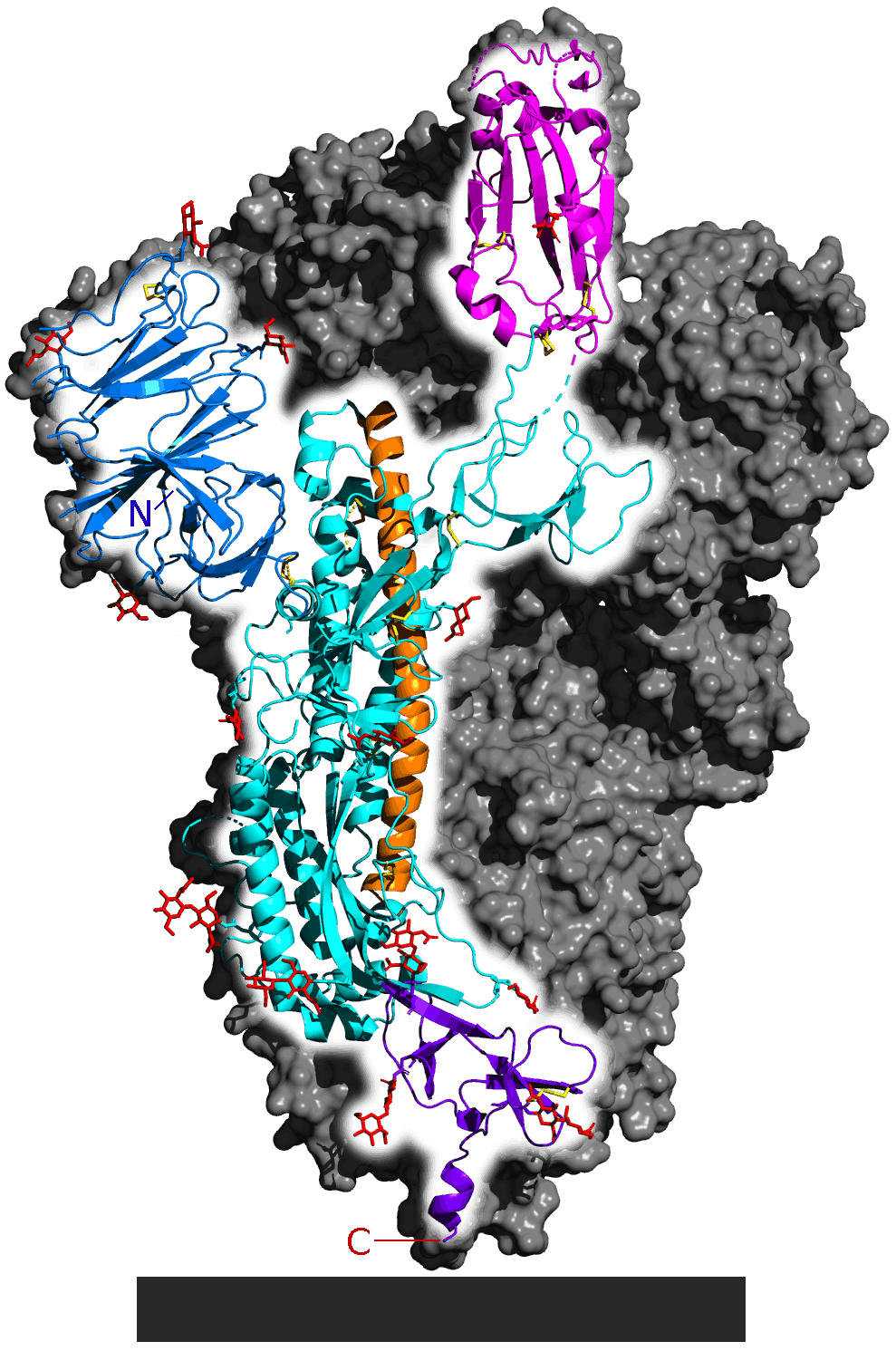
A SARS-CoV-2 koronavírus három S proteinből felépülő felszíni tüske modellje (magenta-vörös színnel van jelölve az ATP receptorkötő fehérjedomén)

A fehérjedomén a biokémiában egy fehérje szupermásodlagos szerkezetének funkcionális egysége. Alfa-hélixbe vagy béta-lemezbe tekeredett aminosav lánc(ok)ból áll, aminek térszerkezete többé-kevésbé globuláris. A doménok között a polipeptidlánc viszonylag szabadon mozgó régiói foglalnak helyet. Egy domén több különböző fehérjében is jelen lehet (például az ATP-kötő domén), mert a domént meghatározó exon több különböző fehérjét kódoló génben is jelen lehet.